# سكوت بينتون
سكوت بينتون (بالإنجليزية: Scott Benton)‏ هو لاعب اتحاد الرغبي بريطاني، ولد في 8 سبتمبر 1974 في برادفورد في المملكة المتحدة.